# Ust'-Ilimskij rajon
L'Ust'-Ilimskij rajon (in russo Усть-Илимский район?) è un rajon dell'Oblast' di Irkutsk, nella Russia asiatica; il capoluogo è Ust'-Ilimsk. Istituito il 15 febbraio 1968, ricopre una superficie di 36.823 chilometri quadrati e ospita una popolazione di circa 21.000 abitanti.